# ビリー・アイドル
ビリー・アイドル（Billy Idol、1955年11月30日 - ）は、イングランド出身のロック・ミュージシャン、シンガーソングライター、俳優。
パンクロックの出身で、ソロに転身後 ボーカリストとして大きな成功を掴んだ。主な代表曲に全米1位を獲得した「モニー・モニー」（オリジナルはトミー・ジェイムス&ザ・ションデルズ）などがある。

## 経歴
1976年にパンクロック・バンド「ジェネレーションX」を結成し、1978年にセルフタイトルのアルバム『ジェネレーションX』でデビュー。本国イギリスでの成功に加え、日本公演も行うが、3枚のアルバムを残して1981年に解散。
1982年、アメリカ合衆国に渡り、ソロ時代の盟友となるギタリスト、スティーヴ・スティーヴンスと出会う。アルバム『ビリー・アイドル』でソロ・デビュー。「White Wedding」や「Dancing with Myself」のビデオがMTVで話題となる。1983年に発表したアルバム『反逆のアイドル』が数百万枚のセールスを上げスーパースターとなる。

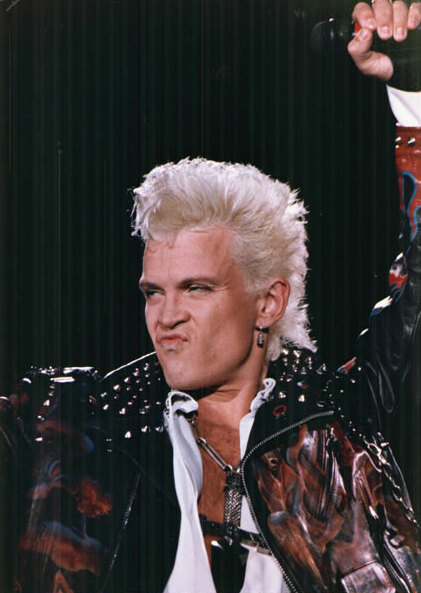
「Cradle of Love Tour」より (1990年)

1986年に『ウィップラッシュ・スマイル』、1987年に『バイタル・アイドル』（コンピレーション）とアルバムを発表。1987年のライブ・バージョンのシングル「モニー・モニー」が全米ナンバー1を獲得。その後、スティーヴ・スティーヴンスがバンドを脱退するが、1990年のアルバム『チャームド・ライフ』も大ヒットとなる。
エレクトロニカを先取りした『サイバーパンク』（1993年）は、商業的には失敗（全米トップ40に入らなかった）。同年、ビリーのライブに、ジェネレーションXのメンバーが12年ぶりに集結し客演した。
1994年、再びスティーヴ・スティーヴンスと共演したシングル「スピード」（映画『スピード』の主題歌）がヒットするも、1996年にザ・フーのライブにゲスト出演したのを最後に、歌手としての活動は途絶える。
2001年に音楽活動を再開し、2005年に12年ぶりのオリジナル・アルバム『デヴィルズ・プレイグラウンド』を発表した。
2006年、クリスマス・アルバム『Happy Holidays』を発表。収録曲のほとんどがスタンダード・ナンバー（「ホワイト・クリスマス」、「きよしこの夜」等）という内容であった。
2014年、9年半ぶりとなるオリジナル・アルバム『逆襲のアイドル』を発表。プロデュースはトレヴァー・ホーンが担当。盟友のスティーヴ・スティーヴンスが共作/ギターで参加している。
自叙伝『Dancing with myself』刊行。
1991年の『ドアーズ』、1998年の『ウェディング・シンガー』など、俳優として映画にも出演している。

## 雑記
- 坂上忍は彼の大ファンだったことがあり、「Rebel Yell」を「MIDNIGHT DANCE」と改題の上で、日本語にてカバーしたこともある。
- ロバート・パトリックによれば、『ターミネーター2』で元々T-1000役にキャスティングされていたのはビリー・アイドルだったが、当人が負傷降板したためパトリック自身に役が回ってきたという[3]。

## ディスコグラフィ

### スタジオ・アルバム
- 『ビリー・アイドル』 - Billy Idol (1982年)
- 『反逆のアイドル』 - Rebel Yell (1983年)
- 『ウィップラッシュ・スマイル』 - Whiplash Smile (1986年)
- 『チャームド・ライフ』 - Charmed Life (1990年)
- 『サイバーパンク』 - Cyberpunk (1993年)
- 『デヴィルズ・プレイグラウンド』 - Devil's Playground (2005年)
- Happy Holidays (2006年) ※クリスマス・アルバム
- 『逆襲のアイドル』 - Kings & Queens Of The Underground (2014年)

### ライブ・アルバム
- VH1 Storytellers (2002年)
- BFI Live! (2016年)

### EP
- Don't Stop (1981年)
- The Roadside (2021年)
- The Cage (2022年)

### コンピレーション・アルバム
- 『バイタル・アイドル』 - Vital Idol (1985年)
- 『アイドル・ソングス〜ベスト・オブ・ビリー・アイドル』 - Idol Songs: 11 of the Best (1988年)
- 『反逆の歴史〜グレイテスト・ヒッツ』 - Greatest Hits (2001年)
- The Very Best of Billy Idol: Idolize Yourself (2008年)
- Icon (2013年)
- Vital Idol: Revitalized (2018年)